# VLT do Cariri
O Metrô do Cariri, também conhecido como Trem do Cariri ou VLT do Cariri, é um meio de transporte público em formato de VLT (Veículo Leve Sobre Trilhos) que atua na Região Metropolitana do Cariri contemplando os municípios de Crato e Juazeiro do Norte, no estado do Ceará. 
O sistema é operado pela Companhia Cearense de Transportes Metropolitanos, uma empresa de economia mista com controle majoritário do Governo do Estado do Ceará. Fundada em 2 de maio de 1997, a empresa é responsável pela administração, construção e planejamento metroviário no estado do Ceará, administrando cinco linhas de transporte público nas três regiões de maior atividade do estado (Região Metropolitana do Cariri, Região Metropolitana de Fortaleza e Região Metropolitana de Sobral). A companhia tem sob sua responsabilidade, em todo o estado, 62 estações, distribuídas em 84,3 quilômetros de vias férreas, constituindo a maior infraestrutura metroviária administrada por uma companhia do Nordeste, atendendo mais de 56 mil pessoais todos os dias, nas cidades de Fortaleza, Caucaia, Maracanaú, Pacatuba, Sobral, Juazeiro do Norte e Crato.
Foi o primeiro do Ceará a entrar em operação por meio da Companhia Cearense de Transportes Metropolitanos, tendo sua inauguração no dia 1 de dezembro de 2009. O sistema possui 9 estações e uma linha de 13,6 km de extensão. A expectativa era que se transportasse cerca de 5 mil usuários por dia, numero três vezes maior do que os 1,6 mil usuários transportados atualmente.
Sua implantação remodelou 13,6 km de malha ferroviária existente, recuperando a via permanente e retificando seu traçado para que as composições possam atingir maior velocidade entre as estações. Em Juazeiro foram construídas cinco estações e no Crato mais quatro. O custo inicialmente previsto para a implantação deste projeto era de R$ 13 223 522,32, valor posteriormente atualizado para R$ 25 190 720,90.
Em uma futura fase esta linha será estendida até o município de Barbalha, ao sul de Juazeiro do Norte.

## História
No final de 2006, o então governador do Ceará, Lúcio Alcântara anunciou a construção do Trem do Cariri, posteriormente rebatizado de Metrô do Cariri. A inauguração estava prevista para fevereiro de 2007, porém em janeiro as obras foram paralisadas em virtude da mudança do governador do estado, somente sendo retomadas em junho de 2007.
O Metrô do Cariri foi inaugurado oficialmente em 1 de Dezembro de 2009, e atualmente se encontra em operação comercial com tarifa de 1 (um) real, funcionando em horário integral.
Em abril de 2011, foi aberta a licitação para a construção da estrutura da nona estação de embarque e desembarque do Metrô do Cariri, a estação Escola. Na época o valor de referência para a obra, segundo a Procuradoria Geral do Estado (PGE), era de R$ 497 440,92. A nova estação passou a operar a partir de fevereiro de 2012, apresentando uma estrutura do tipo tubular, semelhante às oito estações já existentes.

## Linhas
Atualmente apenas uma linha opera no VLT do Cariri, e mais uma em projeto.

### Linha Central
Esta linha conta com um total de 9 estações  e uma extensão total de 13,6 Km formado em sua totalidade por vias em superfície, lingando as cidades de Crato e Juazeiro do Norte.
| Estação        | Linhas  | Endereço                                         | Município         |
| -------------- | ------- | ------------------------------------------------ | ----------------- |
| Crato          | Central | Rua Juvêncio Barreto nº 693 - Gisela Pinheiro    | Crato             |
| Padre Cícero   | Central | Rua Antônio Leite Saraiva nº 1850 - São Miguel   | Crato             |
| Muriti         | Central | R. Pedro Gomes de Norões nº 501 - Muriti         | Crato             |
| São José       | Central | Av. Geraldo esmeraldino de melo nº 60 - São José | Crato             |
| Escola         | Central | Av. Paulo Maia S/N - São José                    | Juazeiro do Norte |
| Antonio Vieira | Central | Av. Paulo Maia S/N - Antônio Vieira              | Juazeiro do Norte |
| Teatro         | Central | Av. Paulo Maia nº 35 - Salesiano                 | Juazeiro do Norte |
| Juazeiro       | Central | Av. Carlos Cruz nº 1493 - Franciscano            | Juazeiro do Norte |
| Fátima         | Central | Av. Carlos Cruz nº 01 - Fatima                   | Juazeiro do Norte |

### Linha Sul
Pouco ainda se sabe sobre essa linha, apenas que ela irá ligar as cidades de Juazeiro do Norte e Barbalha.

## Características
Os veículos deste sistema possuem a velocidade máxima de 80 km/h e trafegaram a uma velocidade média de 60 km/h. A bitola desta linha é métrica em via singela e o combustível dos trens é o diesel. As estações possuem formato tubular e todas são acessíveis, contando com rampas de acesso.

### Frota

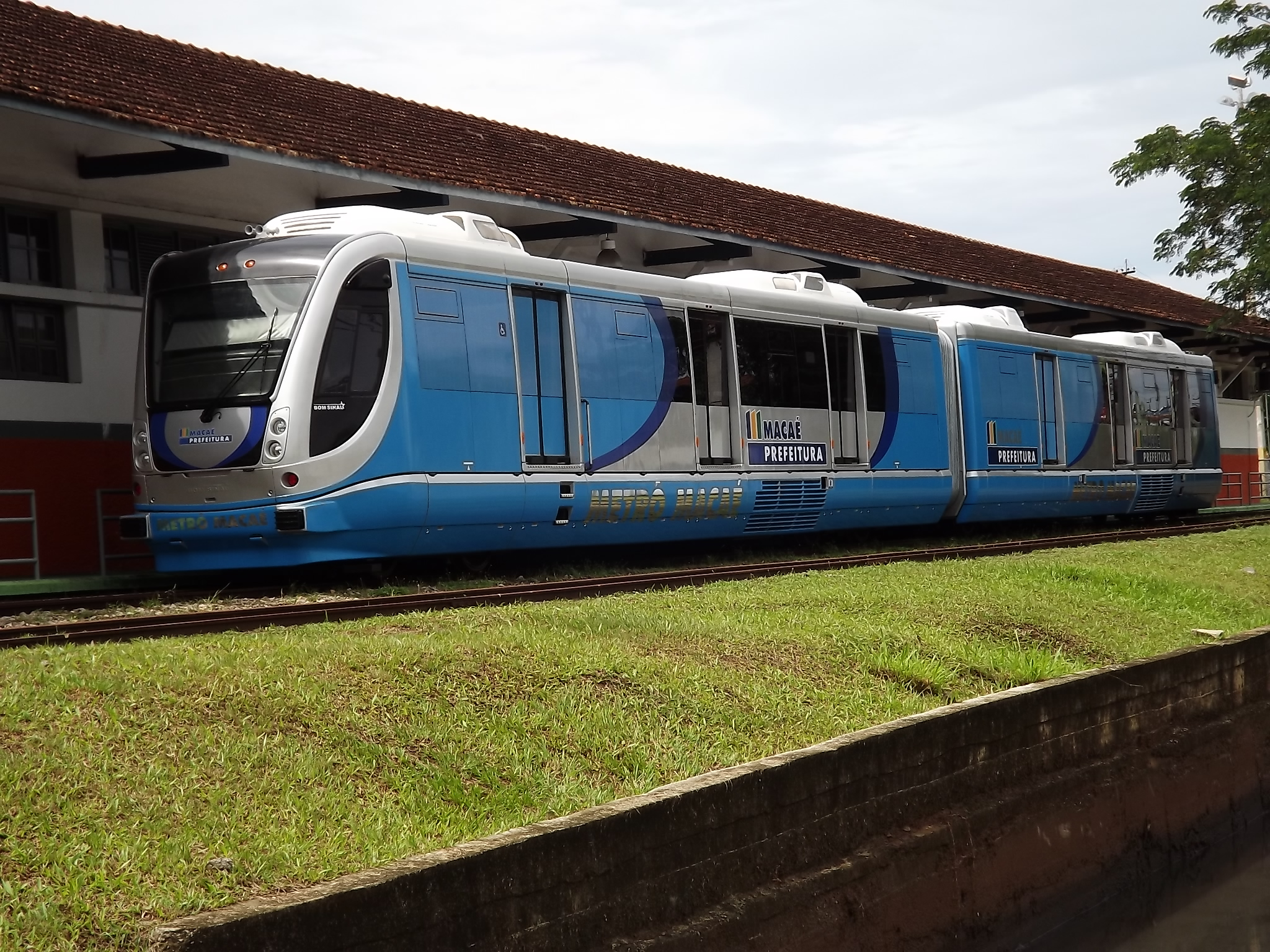
Exemplo do VLT Bom Sinal de Macaé quase idêntico ao do Cariri.

A frota é composta por duas composições. Elas são do tipo VLT com capacidade para transportar até 358 passageiros por composição que são formadas por 2 carros climatizados com sistema de ar-condicionado. A velocidade operacional é de 60 Km/h dentre as estações, com restrição de 20 km/h nas passagens de nível e a tração é a diesel hidráulico mecânico.
Estas composições estão em circulação por meio da Bom Sinal Indústria e Comércio Ltda, com sede no município de Barbalha e galpão de armazenagem dos carros num dos pontos da via férrea de Crato.
No período de romarias o número de carros dobra por conta da demanda.

#### Características
Os veículos possuem as seguintes características:
| Ano  | Comprimento | Comprimento total | Largura | Altura  | Carros | Capacidade      | Potência |
| ---- | ----------- | ----------------- | ------- | ------- | ------ | --------------- | -------- |
| 2009 | 17190 mm    | 35580 mm          | N/D     | 3690 mm | 2      | 358 passageiros | N/D      |

### Passageiros transportados
| Passageiros transportados por ano |
|                                   |

| Ano  | Passageiros |
| ---- | ----------- |
| 2009 | 10 000      |
| 2010 | 90 000      |
| 2011 | 295 000     |
| 2012 | 279 000     |
| 2013 | 324 400     |
| 2014 | 390 600     |
| 2015 | 372 000     |
| 2016 | 365 000     |
| 2017 | 200 000     |
| 2018 | 400 000     |
| 2019 | 466 915     |
| 2020 | 160 000     |
| 2021 | 337 602     |
| 2022 | 515 088     |
| 2023 | 557 894     |